# Режимы аварийного прекращения полёта «Спейс шаттла»

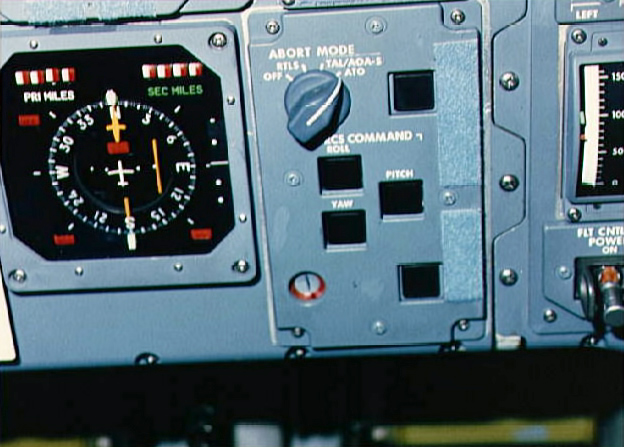
Панель управления режимами аварийного прекращения полёта шаттла «Челленджер», фотография сделана во время полёта STS-51-F.

Режимы аварийного прекращения полёта МТКК «Спейс шаттл» (англ. Space Shuttle abort modes) — особые аварийные процедуры, позволяющие спасти космический корабль «Спейс шаттл» и его экипаж в случае критического отказа оборудования, как правило, во время старта корабля. Типичным сценарием аварии является отказ основного двигателя шаттла (SSME) во время взлёта. Возможность парировать возникшие угрозы жизни экипажа довольно невелика, и существовало всего несколько вариантов действий, которые могли выполняться только на определённых этапах взлёта, а также до или после прохождения плотных слоёв атмосферы. Например, катастрофа шаттла «Колумбия» произошла во время входа в атмосферу, и у экипажа не было возможности предотвратить разрушение корабля или спастись.
Аварии, произошедшие после прохода шаттлом плотных слоёв атмосферы, сравнительно безопасны для экипажа и обычно не классифицируются как аварийное прекращение полёта. Например, проблемы с системой управления полётом или множественные отказы вспомогательной силовой установки могут сделать полёт до посадочной полосы невозможным и вынудить астронавтов покинуть корабль над океаном.

## Взлётные аварийные режимы
Существовало пять аварийных режимов, доступных в ходе взлёта корабля. Кроме них были доступны также предстартовые аварийные режимы. Все режимы подразделяются на два типа — лёгкие (англ. intact aborts), если отказ оборудования позволяет совершать управляемый полёт в атмосфере, и тяжёлые (англ. contingency aborts), применяемые при серьёзном отказе оборудования, например, сразу двух-трёх двигателей.
Выбор аварийного режима зависит от степени опасности нештатной ситуации и достижимости кораблём резервной посадочной полосы. Аварийные режимы могут парировать большое число возникающих проблем, но наиболее ожидаемой является авария основного двигателя шаттла (SSME), которая приводит к невозможности достижения кораблём орбиты или трансатлантического перелёта, в зависимости от времени аварии и числа отказавших двигателей. Другие возможные проблемы, приводящие к необходимости аварийного прекращения полёта, включают в себя множественные отказы вспомогательной силовой установки (англ. auxiliary power unit, APU), разгерметизацию кабины и течь во внешнем топливном баке.

### Предстартовые аварийные режимы
Основные двигатели челнока могут быть выключены, если были запущены при ещё несработавших твердотопливных боковых ускорителях (SRB). Эта ситуация называлась предстартовой отменой полёта (англ. pad abort) и случалась пять раз в ходе запусков миссий STS-41-D, STS-51-F, STS-51, STS-55 и STS-68. Каждый раз это происходило по команде компьютера, который обнаруживал проблемы с основными двигателями после их запуска, но до срабатывания ускорителей SRB. После срабатывания SRB уже не могут быть отключены, и, следовательно, взлёт шаттла произойдёт даже при аварийных основных двигателях.

### Лёгкие аварийные режимы

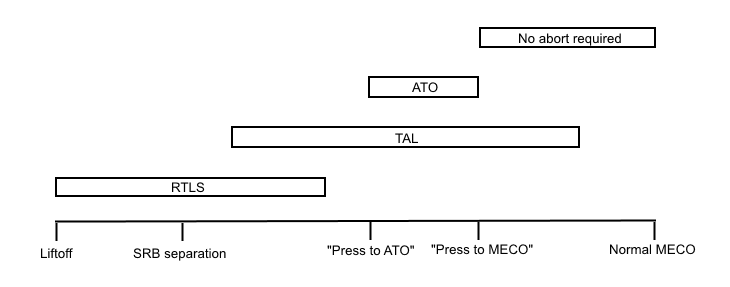
Доступные режимы аварийного прекращения в зависимости от времени отказа двигателей. После катастрофы «Челленджера» в НАСА была проделана значительная работа по доработке процедур по спасению экипажа в аварийных ситуациях.

Существовало четыре лёгких режима аварийного прекращения полёта, из них только один был применён на практике. Лёгкие режимы были разработаны для успешного достижения аварийным кораблём заданной посадочной полосы.
- RTLS (Return To Launch Site, Возврат к месту старта) — корабль продолжает подъём до момента отделения ускорителей. Он совершает поворот вокруг поперечной оси, так что основные двигатели работают в направлении, почти противоположном направлению полёта. Этот манёвр происходит на значительной высоте над плотными слоями атмосферы, в почти полном вакууме, и качественно не отличается от манёвра, выполняемого при помощи двигателей системы орбитального маневрирования для схода с орбиты в ходе нормального полёта. Основные двигатели продолжают работу до момента полного гашения взлётной скорости и корабль возвращается назад к точке запуска со скоростью, достаточной для достижения посадочной полосы. Основные двигатели отключаются, внешний бак сбрасывается и корабль производит нормальную планирующую посадку на посадочную полосу Космического Центра Кеннеди.
- TAL (Transatlantic Abort Landing, Трансатлантическая аварийная посадка) — использовал для приземления аварийного корабля заранее подготовленные площадки в Африке и Западной Европе. Режим предполагался к использованию в случаях, когда скорость, высота и дальность подъёма не позволяли бы возврат к месту старта при помощи RTLS. Также должен был быть использован, когда медленно развивающаяся авария не требовала быстрого, но более тяжёлого по нагрузкам на корабль и экипаж режима RTLS.
- AOA (Abort Once Around, Возврат после одного витка) — применялся, когда шаттл не мог достичь стабильной орбиты, но набрал достаточную скорость для того, чтобы совершить оборот вокруг Земли и приземлиться. Окно графика для использования этого режима очень невелико — всего лишь несколько секунд между зонами применимости режимов TAL и ATO, и, следовательно, вероятность реализации такого режима была очень мала.
- ATO (Abort to Orbit, Возврат на орбиту) — доступен, когда целевая орбита не может быть достигнута, однако возможен выход на более низкую, но стабильную орбиту. Срабатывание этого режима произошло в ходе миссии STS-51-F, которая была продолжена несмотря на выход на более низкую орбиту. Протечка водородного бака в ходе миссии STS-93 привела к достижению слегка более низкой орбиты, чем целевая, однако режим ATO использован не был, но если бы утечка была бы более серьёзной, это могло бы привести к необходимости использования режимов ATO, RTLS или TAL. Момент, начиная с которого начинается зона применимости режима ATO, обычно назывался «press to ATO moment» — буквально «момент дожатия до ATO».

Отмена полёта обычно инициировалась вызовом от центра управления полётом с командой «abort» («возврат»), за которой следует сокращение для используемого режима (RTLS, TAL, AOA, ATO). Например, во время полёта STS-51-F после обнаружения сбоя в работе основного двигателя центр управления передал на борт: «Challenger Houston, Abort ATO. Abort ATO» («Хьюстон Челленджеру, возврат ATO. Возврат ATO»). После получения такой команды на отмену командир корабля поворачивает переключатель аварийных режимов в положение ATO и нажимает кнопку запуска аварийного режима. Это запускает требуемые программы для системы управления полётом и она начинает автоматически выполнять требуемые процедуры. В случае потери связи командир корабля имеет право самостоятельно принять решение об аварийном прекращении полёта и действовать самостоятельно.
Режим TAL мог быть запущен приблизительно между T+2:30 минут (время взлёта плюс 2 минуты и 30 секунд) и плановым отключением основных двигателей (Main Engine Cutoff, MECO), около T+8:30 минут. Шаттл мог приземлиться на заранее назначенных полосах в дружественных государствах Африки и Западной Европы. Возможные посадочные площадки включали базу ВВС в Истре (Франция); Международный аэропорт Банжул в Гамбии и базы ВВС в Сарагосе и Мороне (Испания). До запуска шаттла из этого списка выбираются две полосы в зависимости от плана полёта и начинается подготовка выбранных зон посадки. Список площадок для TAL с течением времени изменялся: например, база ВВС Бен Герир в Марокко была исключена из-за опасений возможного нападения. В прошлом в список входили Международный аэропорт имени Маллама Амину Кано, Кано, Нигерия; Ист-Айленд[прояснить] (для запусков с Базы Ванденберг); Рота, Испания; Касабланка, Марокко; и Дакар, Сенегал.
Аварийные посадочные полосы для корабля также включали в себя Лажеш, Бежу, (Португалия), Кеблавик (Исландия), Международный аэропорт Шаннон (Ирландия), базу Королевских ВВС Фэйрфорд (Великобритания), аэропорт Кёльн-Бонн (Германия), аэропорт Манхинг около Мюнхена (Германия), Анкару (Турция), Эр-Рияд (Саудовская Аравия), остров Диего-Гарсия (Британская территория в Индийском океане), международный аэропорт Гандер на острове Ньюфаундленд (Канада), аэропорт Мирабл (Канада). В случае, когда в ходе аварийного возврата с орбиты шаттл не мог бы достичь ни одной из предусмотренных площадок, он теоретически мог совершить посадку на любую подходящую ВПП длиной не менее 3000 м, которые имеются в большинстве крупных гражданских аэропортов (на практике американские военные аэродромы были бы предпочтительнее из соображений безопасности и отсутствия нарушений в работе гражданских воздушных сообщений).
В случае применения режима TAL огромная стартовая скорость приведёт к тому, что общее время от старта с площадки Космического Центра Кеннеди до посадки в Европе составит, согласно словам одного из астронавтов, «менее, чем 20 минут».
Существовал порядок предпочтительности аварийных режимов. ATO предпочтительнее было использовать всегда, когда это возможно — это лучший режим. TAL был предпочтителен в случае, если шаттл не смог достичь скорости, необходимой для ATO. AOA мог быть использован только во время очень короткого окна между зонами TAL и ATO. Режим RTLS обеспечивал наиболее быстрый возврат из всех режимов, но считался наиболее рискованным. Следовательно, он мог использоваться только в случае нехватки времени и скорости для использования других, менее опасных режимов аварийного прекращения полёта.
В отличие от всех предыдущих американских пилотируемых кораблей, шаттл ни разу не совершал беспилотных испытательных полётов. Для выполнения предварительных суборбитальных испытаний НАСА предложило завершить первую миссию в режиме RTLS. Однако, командир шаттла «Колумбия» (STS-1) Джон Янг отказался, сказав «не нужно играть в русскую рулетку».

### Тяжёлые аварийные режимы
Тяжёлые аварийные режимы были разработаны для спасения экипажа корабля на случай, если шаттл получает настолько серьёзные повреждения, что лёгкие режимы использовать было бы невозможно. Тяжёлый возврат обычно приводит к посадке на воду, хотя, если он произойдёт на ранних этапах взлёта, существует возможность приземления на восточном побережье США. Это так называемая «аварийная посадка на Восточном побережье» (East Coast Abort Landing, ECAL).
В список площадок, предназначенных для ECAL, входили: США — международный аэропорт Бангор; международный аэропорт Уилмингтон; воздушная станция Морской пехоты США Черри-пойнт (штат Северная Каролина); NAS Oceana и авиационный центр на о. Уоллопс (штат Виргиния); база ВВС Довер в штате Делавэр; международный аэропорт Атлантик-Сити (штат Нью-Джерси); аэропорт им. Фрэнсиса С. Джэбрэски на Лонг-Айленд (штат Нью-Йорк); Otis ANGB в штате Массачусетс; международный аэропорт Пис в Портсмуте (штат Нью-Хэмпшир); Канада — Галифакс (провинция Новая Шотландия); Стэфенвилль, Сент-Джонс, Гандер, Гуз-Бэй (Ньюфаундленд).
Если корабль оказывался не в состоянии достичь посадочной полосы, он мог совершить посадку на воду или в другой подходящей местности. Это могло быть достаточно опасно для экипажа корабля. Однако, для аварийных режимов на стадии взлёта, когда шаттл не может совершать управляемое планирование, было возможно экстренное покидание космического аппарата с использованием парашютов (см.: #Изменения после катастрофы «Челленджера»).
В двух произошедших катастрофах шаттлов аварийные ситуации развивались слишком быстро, и их невозможно было парировать. В случае с «Челленджером» поток пламени, прорвавшийся через обледеневшее уплотнение в корпусе твердотопливного ускорителя, пережёг его крепление, что вызвало его неконтролируемый поворот, прорыв внешнего топливного бака и воспламенение находившегося в нём топлива. Корабль разрушился под действием сильнейших аэродинамических нагрузок во время разрыва общей связки системы. Катастрофа шаттла «Колумбия» произошла, когда корабль вошёл в плотные слои атмосферы. Даже если бы экипаж попытался покинуть корабль на такой скорости, они бы моментально сгорели из-за тепла, выделяемого от трения о воздух.

## Изменения после катастрофы «Челленджера»

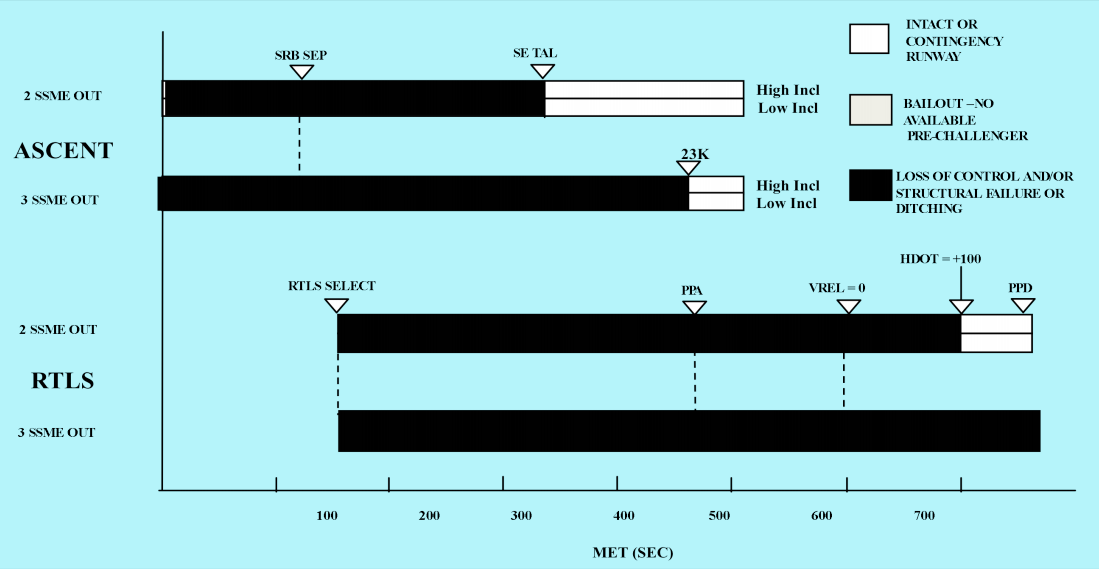
Диаграмма работы аварийных режимов при отказе более двух двигателей шаттла до катастрофы «Челленджера». Чёрным отмечены участки, которые неминуемо приводят к потере корабля и гибели экипажа в случае отказа

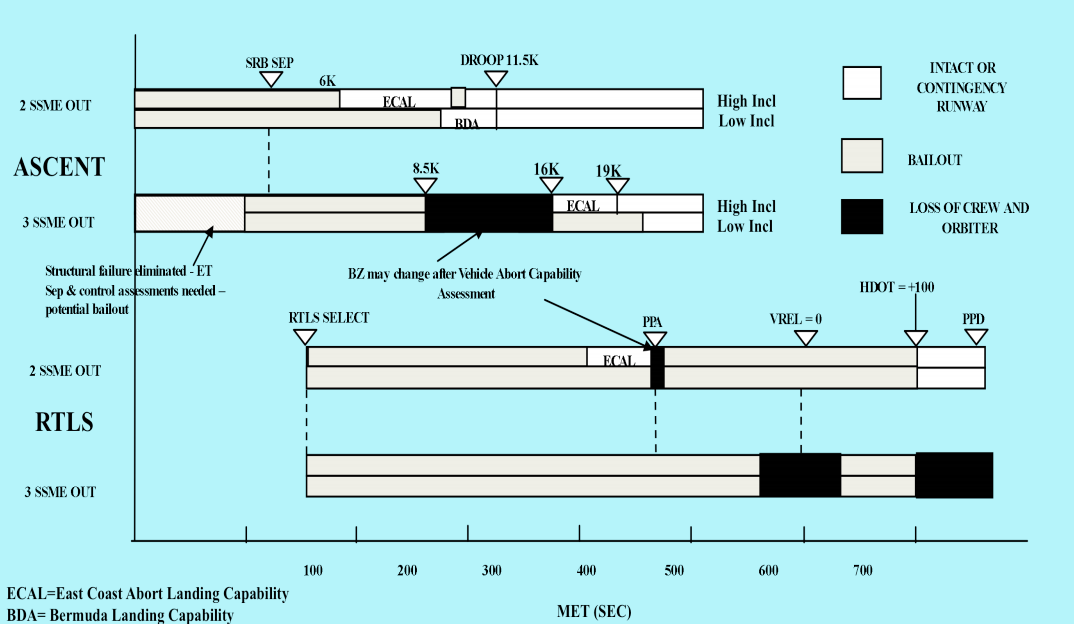
Диаграмма работы аварийных режимов при отказе более двух двигателей шаттла после катастрофы «Челленджера». Серым отмечены участки, при которых экипаж может покинуть корабль. Хотя была проделана значительная работа по улучшению, в сценариях взлёта и посадки шаттлов остались временные периоды, которые могут приводить к неминуемой гибели экипажа (чёрные участки)

До катастрофы шаттла «Челленджер» в ходе миссии STS-51-L существовало очень ограниченное число возможных аварийных режимов для взлёта. Процедуры были разработаны только на случай отказа одного из двигателей SSME в течение 350 секунд с момента старта. Два или три отказавших основных двигателя вели к потере экипажа и корабля (Loss Of Crew and Vehicle, LOCV), так как не было возможности покинуть корабль с помощью парашютов. Отказавшие двигатели при работающих твердотопливных ускорителях могли привести к недопустимо высокой нагрузке на крепление внешнего бака к кораблю, что вызывало неминуемое разрушение всей связки. По этой причине режим RTLS был невозможен. Исследования показали, что посадка в океан при таких условиях фатальна. Следовательно, потеря второго или третьего двигателя SSME во время действия режима RTLS приводила к потере экипажа и корабля.
После STS-51-L были проведены многочисленные работы по улучшению аварийных возможностей. При двойном отказе двигателей SSME было обеспечено спасение экипажа во время всего взлёта, и корабль мог уцелеть и приземлиться на большей части времени взлёта. При тройном отказе двигателей обеспечивалась выживаемость экипажа на большинстве этапов взлёта, хотя при тройном отказе основных двигателей до T+90 секунд гарантии спасения нет. Однако можно предположить, что даже при тройном отказе SSME сразу после старта экипаж смог бы выжить, поскольку ускорители обеспечат достаточную тягу для продолжения подъёма, дав экипажу время покинуть корабль или совершить манёвр RTLS. Крепления, соединяющие корабль с внешним баком, были значительно усилены, чтобы обеспечить необходимую прочность в случае множественного отказа в основной силовой установке.
Значительным изменением стала возможность покинуть аварийный корабль. Катапультируемые кресла, применяющиеся в военной авиации, невозможно применить на шаттле, поэтому была разработана особая система аварийного спасения экипажа (Inflight Crew Escape System, ICES). Корабль переходил в режим стабильного планирования на автопилоте, люк отстреливался, и экипаж выскальзывал по особым направляющим — шестам, выводящим их в сторону левого крыла от корабля. Затем они приземлялись или приводнялись при помощи парашютов. Хотя и кажется, что это возможно выполнить только в редких случаях, в действительности существовало множество вариантов развития аварийных сценариев, когда достижение запасной посадочной полосы невозможно, однако корабль остаётся неповреждённым и управляемым. До катастрофы «Челленджера» это почти случилось с тем же шаттлом в ходе миссии STS-51-F, когда один двигатель SSME отказал через 345 секунд после старта. Второй двигатель почти отключился из-за неправильной работы датчика температуры, показания которого были проигнорированы только благодаря быстрой реакции специалиста по управлению полётом. Если бы второй двигатель отказал через 20 секунд после первого, шаттл не успел бы набрать достаточную скорость, чтобы пересечь Атлантический океан. Без возможности катапультироваться весь экипаж бы погиб. После катастрофы «Челленджера» экипаж получил возможность выжить при подобных авариях. Для того, чтобы перенести высотное покидание космического корабля, экипаж шаттла в ходе взлёта и спуска одевался в специальные спасательные скафандры (Advance Crew Escape System Pressure Suit). До катастрофы экипаж был одет только в обычные лётные костюмы.
Другим новшеством стала возможность посадки на Восточном побережье США (ECAL). Полёты с высоким наклонением орбиты (например, все полёты шаттлов к Международной космической станции) при определённых условиях могли прерываться с использованием такого типа аварийных посадок.
Также были произведены многочисленные другие изменения, в частности, улучшенное программное обеспечение для контроля над ускорением корабля при различных аварийных режимах. Это увеличивало шансы шаттла на достижение запасной посадочной полосы при любых отказах в основной двигательной установке.

## Система эвакуации экипажа
Возможность создания системы эвакуации экипажа, иногда называемой системой аварийного спасения (САС), для кораблей «Спейс шаттл» многократно обсуждалась. После катастроф шаттлов «Челленджер» и «Колумбия» необходимость подобной системы стала очевидна, особенно в свете того, что все предыдущие американские пилотируемые космические корабли имели САС, хотя необходимость в её использовании ни разу не возникала. Модифицированные катапультные кресла скоростного самолёта-разведчика Локхид SR-71 использовались в ходе первых четырёх полётов шаттлов с экипажем из двух человек и впоследствии убраны. Отказ от использования и разработки катапультных кресел для шаттлов был обусловлен следующими причинами:
- Большой сложностью катапультирования семи членов экипажа, особенно когда трое или четверо из них находятся в миддеке (приблизительно в центре переднего фюзеляжа), окружённые со всех сторон конструкциями корабля.
- Ограниченная применимость катапульт. Катапультные кресла могут работать только на скоростях до 3 Мах и на высотах до 30 километров, а эти пределы покрывают лишь незначительный участок полёта шаттла.
- Из-за высоких скоростей и температур во время входа корабля в атмосферу катапультные кресла не могут использоваться при авариях, подобных катастрофе шаттла «Колумбия».

Альтернативой катапультным креслам могут являться катапультируемые капсулы или система отстрела и спасения всей кабины корабля. Подобные системы использовались на некоторых военных самолётах. B-58 и XB-70 «Валькирия» имели катапультируемые капсулы. Некоторые варианты истребителей-перехватчиков F-111 и бомбардировщиков B-1 использовали спасаемую кабину.
Подобно катапультируемым креслам, использование спасательных капсул для экипажа шаттла, находящегося в миддеке, было слишком сложно из-за находящихся вокруг критических конструкций корабля.
Отстрел спасаемой кабины может использоваться на значительно большем участке полёта шаттла, чем катапультные кресла, так как экипаж будет защищён от высокой температуры, аэродинамического удара и низкого давления. Теоретически спасаемая кабина может быть сконструирована, чтобы выдержать вход в атмосферу с орбиты, хотя это значительно увеличит её сложность, стоимость и вес. Спасаемая кабина была отвергнута по следующим причинам:
- Для использования такой кабины требовалась значительная дорогостоящая переделка шаттла, которая могла бы занять несколько лет, в течение которых использование шаттлов было бы невозможно.
- Система отстрела и спасения кабины очень тяжела, что привело бы к существенному уменьшению выводимой шаттлом полезной нагрузки.
- Система отстрела и спасения кабины значительно сложнее, нежели катапультные кресла. Она требует устройств для перерезания кабельно-трубопроводной сети между кабиной и фюзеляжем. Кабина должна иметь устройства аэродинамической стабилизации, чтобы избежать хаотичного вращения после отделения от корабля. Большой вес кабины требует использования очень большой парашютной системы со сложным механизмом раскрытия. Для смягчения удара о землю или придания плавучести должны быть использованы надувные амортизирующие мешки. Для катапультирования на нулевой скорости и высоте (например, на стартовой площадке) ракетные двигатели отстрела кабины должны иметь большую мощность, что не может не сказаться на их размерах и весе. Таким образом, слишком много сложных устройств должны слаженно и надёжно сработать в условиях ограниченного времени и разрушающегося корабля. При изгибе или повреждении корпуса он может заклинить кабину, отваливающиеся куски фюзеляжа могут повредить посадочные мешки, стабилизаторы, парашютную систему, что приведёт к неминуемой гибели экипажа.
- Серьёзный риск от наличия большого числа пиротехнических устройств. Даже если они и не понадобятся, их присутствие может привести к незапланированному подрыву.
- Система спасения кабины значительно сложнее, дороже и рискованнее в использовании на корабле, который не был изначально сконструирован для установки такой системы. Если бы такая система была бы запланирована на стадии конструкторских работ, она бы была значительно более пригодна для применения.
- Системы спасения кабин или катапультируемые капсулы зарекомендовали себя как не слишком надёжные устройства, что связано в основном с их большой сложностью.